# Zespół hipereozynofilowy

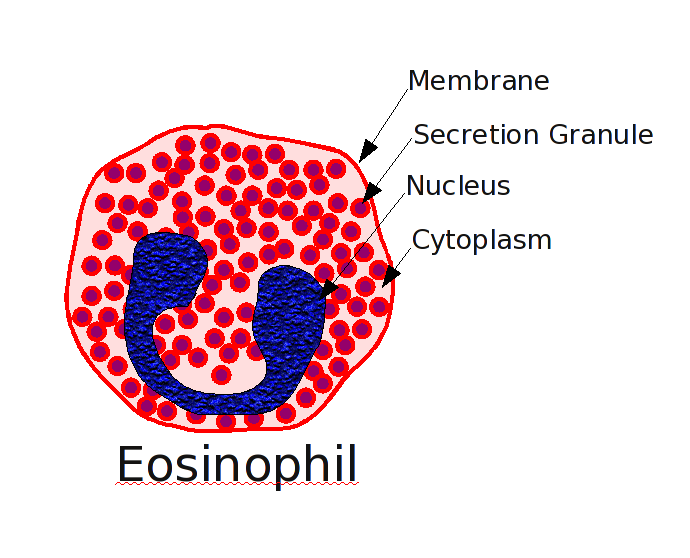
Zespół hipereozynofilowy

Zespół hipereozynofilowy (ang. hypereosinophilic syndrome, HES) – stan chorobowy charakteryzujący się przewlekle, znacznie podwyższoną we krwi obwodowej liczbą granulocytów kwasochłonnych (hipereozynofilia) (≥ 1500 eozynofili/mm³) przez okres przynajmniej 6 miesięcy bez wykrywalnej przyczyny i ze współistnieniem zmian w sercu, układzie nerwowym lub szpiku kostnym.

## Epidemiologia
Na HES chorują głównie mężczyźni (90%). W Stanach Zjednoczonych w latach 1971-1982 zanotowano 50 przypadków zespołu hipereozynofilowego.

## Objawy
- objawy ogólne
  - gorączka
  - (nocne) poty
  - przewlekłe zmęczenie
  - brak apetytu
  - spadek masy ciała
- zmiany skórne[2]
  - wysypki
  - świąd skóry
  - obrzęk naczynioruchowy
  - pokrzywka
- eozynofilowe zapalenie tkanki łącznej
- uszkodzenie serca (zapalenie wsierdzia, kardiomiopatia[2], skrzepliny wewnątrzsercowe)
- uszkodzenie układu nerwowego (neuropatie[2], zmiany w mózgu i rdzeniu kręgowym)
- kaszel
- uszkodzenie płuc[2] (nacieki w płucach, zespół niewydolności oddechowej)
- zmiany w obrębie układu pokarmowego
  - dolegliwości żołądkowo-jelitowe
  - owrzodzenia błon śluzowych
  - powiększenie wątroby i śledziony[2]

## Leczenie
- prednizon[1]
- prednizon z hydroksymocznikiem
- interferon alfa
- imatinib